# Окопи (Львівський район)
Окопи́ — село в Україні, у Львівському районі Львівської області. Населення становить 206 осіб. Орган місцевого самоврядування - Добросинсько-Магерівська сільська рада.

## Історія
Село Окопи (Руда Окопська) складалось з таких присілків: Ґеруси, Крілі, Климки, Кукурики, Лапчаки, Невиняки, Макари, Мулярі, Смалюхи. В 1989 році з присілків Макари, Смалюхи, Лапчаки, Климки утворено нове село, яке називається Бабії.
Село належало до Равського повіту. На 01.01.1939 в селі проживало 570 мешканців, з них 530 українців-грекокатоликів і 40 євреїв.